# Plakinastrella ceylonica
Plakinastrella ceylonica är en svampdjursart som först beskrevs av Arthur Dendy 1905.  Plakinastrella ceylonica ingår i släktet Plakinastrella och familjen Plakinidae. Inga underarter finns listade i Catalogue of Life.